# Aalatettix
Aalatettix, rod kukaca unutar porodice monaških skakavaca ili trnovratki (tetrigidae) opisan tek 2002. godine s tek jednom vrstom, Aalatettix longipulvillus, da bi 2010-tih godina bilo otkriveno i opisano još 10 vrsta. Cijeli rod rasprostranjen je na području zapadne Kine i Tajvana.

## Vrste
- Vidi